# San Pietro in Elda
San Pietro in Elda è una frazione del comune di San Prospero, in provincia di Modena in Emilia-Romagna.

## Storia
Sviluppato lungo la via Verdeta, in epoca tardo-romano la località era nota come Sancti Pietri in Vico Siculus, poiché si trovava vicino al fiume Siccula (attuale fiume Secchia). Nel 753 il re longobardo Astolfo donò al cognato Anselmo di Nonantola, discepolo di Benedetto da Norcia, una grande area posta a nord della via Emilia in cui era compreso un luogo detto Vico Siculo, toponimo utilizzato fino al XII secolo. Nel 1153 il luogo viene denominato come Launeta o Loneta, mentre nel 1273 viene detto Noneda. Successive alterazioni portarono fino all'attuale denominazione Elda a partire dal XVI secolo.
Nel 1481 venne edificata la chiesa di San Pietro apostolo sulle fondamenta di una chiesa precedente, mentre risalgono alla metà del XVI secolo le Torri di Verdeta.

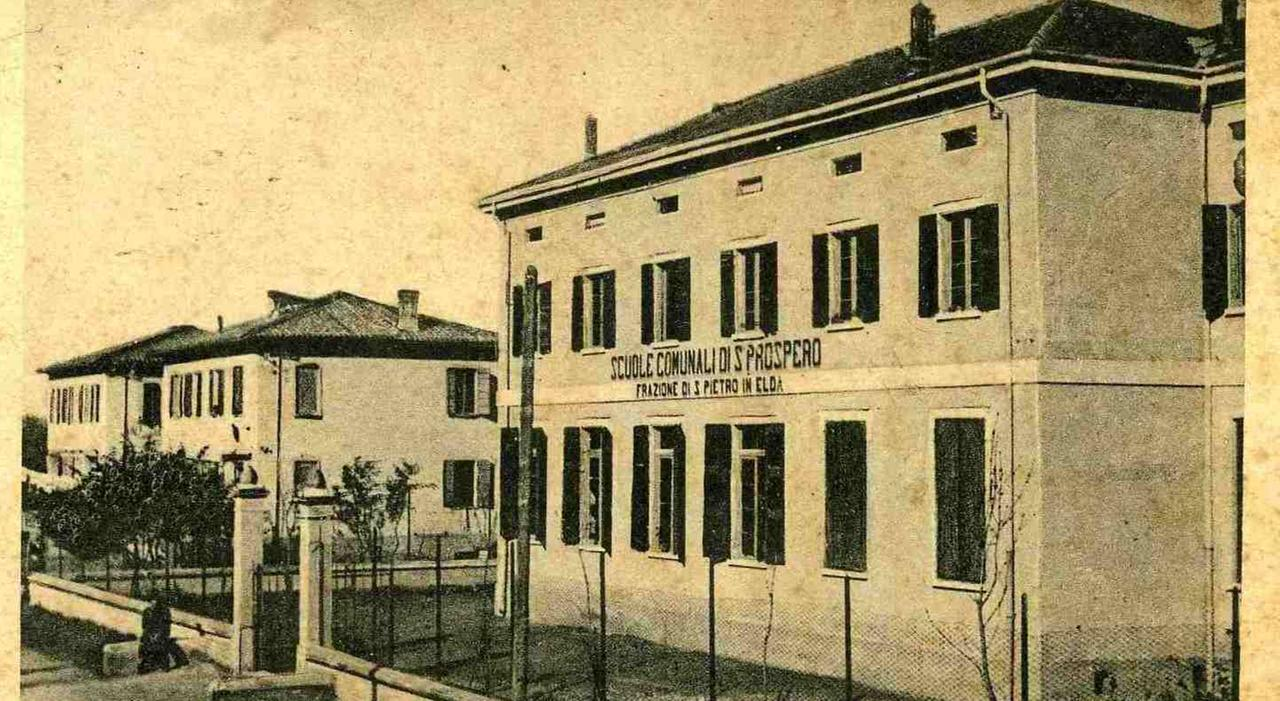
Scuole comunali

Nel 1796, durante l'epoca napoleonica del Distretto del Panaro, San Pietro in Elda divenne capoluogo del comune di Roncaglio di Sopra, che venne ridenominato comune di San Pietro in Elda dal 1810 al 31 dicembre 1814, con alle dipendenze le ville di San Prospero e San Martino Secchia. Il censimento del 1811 registrò 1 603 abitanti, di cui 725 a San Pietro in Elda, 738 a San Prospero e 140 a San Martino Secchia. Nel 1815 l'intero territorio comunale fu accorpato al comune di Bomporto, a sua volta annesso nel 1816 al comune di Modena. A seguito della riforma estense del 1853, la località venne confermata nel comune di Modena, mentre dopo l'unificazione al Regno di Sardegna il 4 dicembre 1859 venne istituito il comune di San Prospero, in cui confluì come frazione anche San Pietro in Elda.

## Monumenti e luoghi di interesse

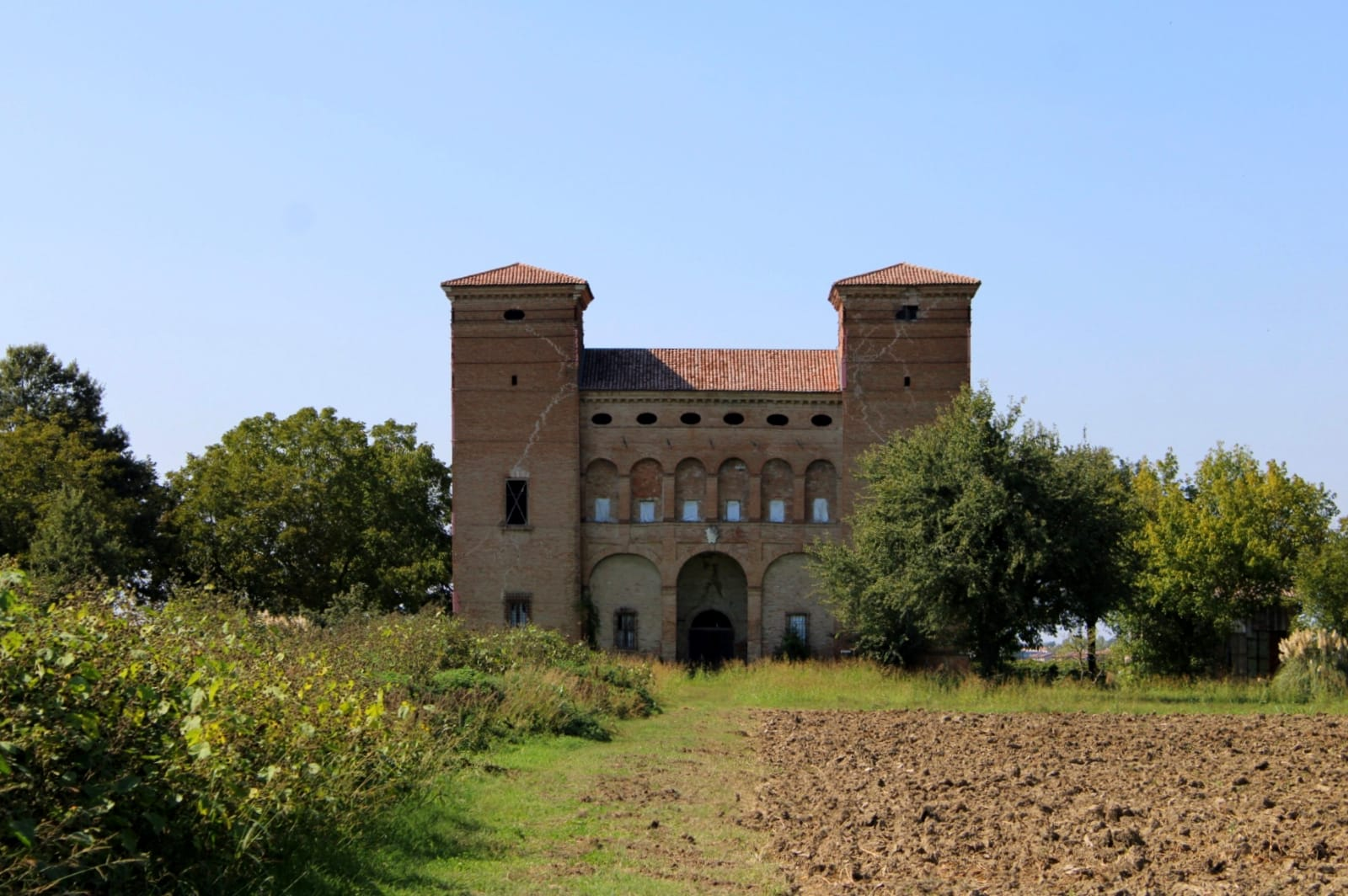
Torri di Verdeta (XVI secolo)

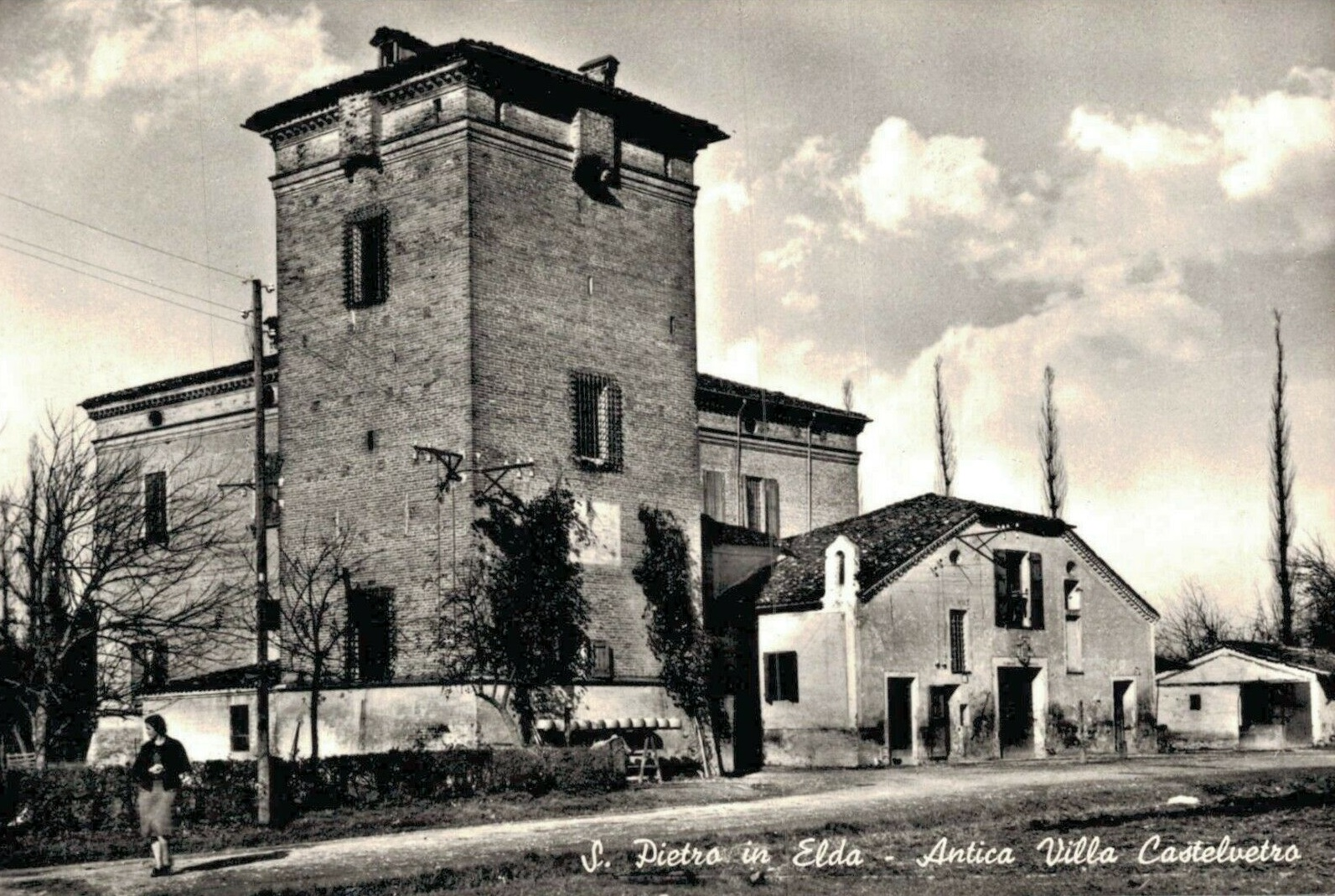
Palazzo Castelvetro

- Torri di Verdeta, dette anche "I Torrioni",[9] realizzate dalla famiglia Castaldi a metà del XVI secolo, su progetto del geografo, matematico e militare Sesastre Castaldi.[10] L'imponente edificio fortificato è dotato di due grandi torri, collegate da un elegante facciata con porticato e loggia. Accanto si erge l'oratorio di San Gaetano, costruito nel 1771.[11]
- Corte Verdeta, già di proprietà del conte Gianbattista Munarini, ministro del duca Ercole III d'Este, passò poi al conte Camillo Munarini e al duca Francesco IV d'Este. In epoca napoleonica fu sede del municipio del Comune di San Pietro in Elda.
- Palazzo Castelvetro, raro esempio di corte aperta risalente al 1556. Nel 1560 vi si rifugiò il letterato Lodovico Castelvetro in fuga da Roma, perseguitato per le sue idee protestanti. Prima di scappare in Svizzera, il Castelvetro murò nelle intercapedini dell'edificio numerosi libri, manoscritti e lettere di Martin Lutero.[8] Da documenti storici, è certo che il capo della riforma protestante passò per il monastero di Santa Caterina di Concordia sulla Secchia, Mirandola e per il palazzo Castelvetro. Nel 1823, a seguito di lavori di restauro, venne ritrovato questo inestimabile patrimonio librario nascosto, ma non conoscendone il valore il tutto venne consegnato al parroco di Finale Emilia, il quale - dopo aver consultato il vescovo di Modena monsignor Luigi Reggianini - diede alla fiamme tutto quanto potesse arrecare danno alla chiesa cattolica. Solo una piccola parte (circa 50 libri) fu risparmiata e consegnata alla Biblioteca Estense.[12]
- Monumento ai caduti della Grande Guerra, realizzato il 24 giugno 1924 e situato nei pressi della chiesa di San Pietro.